# Торрес, Диего
Диего Торрес (исп. Diego Torres, родился 9 марта 1971) — аргентинский актёр и певец, младший сын известной актрисы и певицы Лолиты Торрес и футболиста Хулио Сезара Качча.

## Биография
Диего Торрес родился 9 марта 1971 года в Буэнос-Айресе (столице Аргентины). Имеет двух братьев: Сантьяго (врач) и Марсело (певец) и двух сестёр: Анхелика (актриса) и Мариана (актриса).
В 1991 Диего Торрес начал свою музыкальную карьеру в группе «La Marca». Затем он начал первые шаги на телевидении — в популярном сериале «La Banda del Golden Rocket», который шёл в течение трёх лет.
В 1992 Диего выпустил свой первый альбом "Diego Torres, " продюсируемый Cachorro López. Альбом стал трижды платиновым.
Два года спустя был выпущен второй альбом — «Tratar de estar mejor», который стал 5 раз платиновым в Аргентине и золотым и платиновым в других странах Латинской Америки. Этот альбом стал Диего пропуском на большую сцену.
В 1996, Диего Торрес при поддержке итальянского продюсера Celso Valli выпустил третий альбом «Luna Nueva», месяц спустя Диего начал тур по Латинской Америке, США и Испании . Альбом быстро распродался и вскоре стал золотым, а затем и платиновым в Аргентине.
В 1999 был выпущен четвёртый альбом «Tal Cual Es», продюсируемый Cachorro López. Этот альбом продемонстрировал творческий подход и способность Диего комбинировать разные латиноамериканские мотивы, такие как испанская гитара и фламенко.
Следующий альбом, названный «Un Mundo Diferente», был записан во второй половине 2001 года в Буэнос-Айресе и Майами. Этот альбом сочетал в себе несколько музыкальных стилей разных частей Латинской Америки. Наиболее удачная в этом отношении песня «Color Esperanza», которая держалась на вершине аргентинских чартов в течение 12 недель. В 2003 альбом получил номинацию Грэмми (Grammy Award).
2004 принёс Диего новую удачу: возможность записать MTV Unplugged, который транслировался по MTV в Бразилии, Латинской Америке, Испании и США.
Последний альбом Торреса Andando вышел в 2006: в Аргентине 25 июля; в США — 15 августа; в Испании — 29 августа, в Латинской Америке — 8 сентября.
В 2005 он получил премию Конекс Konex Award как лучший аргентинский певец — исполнитель баллад.

## Дискография
- Las Marcas (1991)
- Diego Torres (1992)
- Tratar de Estar Mejor (1994)
- Luna Nueva (1996)
- Tal Cual Es (1999)
- Un Mundo Diferente (2001)
- MTV Unplugged (2004)
- Andando (2006)
- Un Cachito de mi (2008)
- Distinto (2010)
- Buena vida (2015)
- Sinfónico (2020)
- Atlántico a pie (2021)

## Фильмография
- Miss Guided (сериал) (2008)
- El Juego de Arcibel (2003)
- La venganza (1999)
- La Furia (1997)
- Una Sombra ya pronto serás (1994)
- El Profesor Punk (1988)